# Operatie Postmaster
Operatie Postmaster was een Britse operatie uitgevoerd op het Spaanse eiland Fernando Po, nu bekend als Bioko, bij de kust van West-Afrika in de Golf van Guinee, tijdens de Tweede Wereldoorlog.
De missie werd uitgevoerd door de Small Scale Raiding Force (SSRF) en de Special Operations Executive (SOE) in januari 1942. Hun doel was de Italiaanse en Duitse schepen in de haven te veroveren en daarna door te varen naar Lagos. De SSRF onder bevel van majoor Gus March-Phillipps verliet Engeland in augustus 1941 en voer met de Brixham-treiler en de Maid Honour naar de Spaanse kolonie.
De Britse autoriteiten in het gebied weigerden de inval te steunen, omdat zij die als een inbreuk op Spaanse neutraliteit zagen. Toestemming voor de operatie kwam uiteindelijk uit het Ministerie van Buitenlandse Zaken in Londen. Op 14 januari 1942, terwijl de officieren van de schepen zogenaamd een feest georganiseerd door een SOE-agent bijwoonden, gingen de commando's de haven aan boord met twee sleepboten, ze overmeesterden de scheepsbemanningen en voeren weg met de schepen, waaronder het Italiaanse koopvaardijschip Duchessa d'Aosta. De aanval stimuleerde de reputatie van de SOE's op een kritiek moment. De SOE toonde zijn vermogen om geheime operaties te plannen en uit te voeren, ongeacht de politieke consequenties.